# Joar Tiberg
Joar Olov Tiberg, född 3 februari 1967 i Bellefonte, Pennsylvania i USA, är en svensk poet, journalist, översättare och barnboksförfattare. Han är uppvuxen i Oxelösund och Luleå. Tiberg studerade matematik och kemi i många år på KTH där han också började forska innan han 2001 debuterade som poet. Han har utgivet ett tjugotal verk i olika genrer, poesi, reportage, barnböcker och essäer. Han är också verksam som översättare från norska, franska och engelska.

## Verkförteckning

### Böcker, vuxna
- 1995 – Om, Heidruns
- 2001 – Vindutsikter för söndagen, Bonniers
- 2002 – Ingenting händer, Manifest
- 2006 – Mellanben, Bonniers
- 2007 – Fåglar i förorten – med Finnskogen och södra Indien, Heidruns
- 2008 – – – – t – – m – p – t – –, Attåt
- 2009 – Fogghelflora, Heidruns
- 2010 – Ansvaret Ansvaret Ansvaret Ansvaret, Bonniers
- 2013 – Tunga trafik och lilla vägen, Bonniers
- 2014 – HYLLAN HYLLAN, Orosdi-Back
- 2014 – Fåglar i fält, Heidruns
- 2015 – Till detta bröllop kommer bara fåglar och döda hästar (med Ragnar Persson), Orosdi-Back
- 2011 – Atts jord, Bonniers

### Barnböcker
- 2010 – Månen blev rädd, med Anna Höglund, Rabén och Sjögren
- 2010 – Vad säger fågeln?, med Anna Bengtsson, Alfabeta
- 2011 – Hej rädd!, med Yokoland, Rabén & Sjögren
- 2014 – Vi springer!, med Sara Lundberg, Rabén och Sjögren
- 2015 – Rovan, med Siri Ahmed Backström, Karneval
- 2015 – Den blå traktorn, med Anna-Clara Tidholm, Alfabeta

### Översättningar
- Michel Houellebecq Att överleva – en bruksanvisning, Lyrikvännen, 3/ 2001
- Anita Agnihotri: Dagar i Mahuldiha: berättelser och reportage från östra Indien (Tranan, 2006) [originalspråk bengali, översatt från engelska)
- Leila Aboulela: Minaret (Minaret) (Karneval, 2008)
- Harold Pinter: Frihetens språk: poesi och politik 1983-2007 (Karneval, 2009) [tillsammans med andra översättare]
- En väldigt stor vit elefant: unga röster i mongolisk poesi, tillsammans med Gunnar Svensson, Tranan, 2010
- Britt Karin Larsen: Det växer ett träd i Mostamägg, Heidruns, 2010
- Kitty Crowther: Annie från sjön, Rabén & Sjögren, 2013
- Britt Karin Larsen: Himmelsbjörnens skog, Heidruns, 2017

### Antologier
- Långt borta eller nära, SNF, 1999
- Lars Lerin och det mörka ljuset, Heidruns, 2002
- Naturen – i själ och hjärta, SNF, 2003
- Järnvägsliv, En bok för alla, 2006
- Omkopplingar, Glänta, 2007
- Koppling Luleå, Black Island, 2007
- 32/2011, Bonniers, 2011
- Transgressions, Center of Nowhere, 2014

## Utmärkelser och nomineringar
- Rubus arcticus-stipendiet av Norrbottens läns landsting, 2008
- Stipendium ur Stina och Erik Lundbergs stiftelse, Svenska Akademien, 2008
- Stockholms stads kulturstipendium, 2012
- Nominerades till Slangbellan 2010 för Månen blev rädd.